# Klasifikacija enzima
EC broj, broj enzimske komisije (engl. Enzyme Commission number), je numerička klasifikaciona šema za enzime, koja je bazirana na hemijskim reakcijama koje oni katalizuju. U ovom sistemu enzimske nomenklature, svaki EC broj je asociran sa preporučenim imenom respektivnog enzima.
Striktno govoreći, EC brojevi ne specificiraju enzime, nego enzimom katalisane reakcije. Ako različiti enzimi (na primer iz različitih organizama) katalizuju istu reakciju, oni dobijaju isti EC broj. U kontrastu sa tim, UniProt identifikatori jedinstveno specificiraju protein na osnovu njegove aminokiselinske sekvence.

## Format broja
Svaki enzimski kod se sastoji od slova "EC" kojima slede četiri broja odvojena tačkama. Ti brojevi predstavljaju progresivno finiju klasifikaciju enzima.
Na primer, tripeptid aminopeptidaze imaju kod "EC 3.4.11.4", čije komponente indiciraju sledeće grupe enzima:
- EC 3 enzimi su hidrolaze (enzimi koji koriste vodu da razlože neki drugi molekul)
- EC 3.4 hidrolaze koje dejstvuju na peptidnu vezu
- EC 3.4.11 su hidrolaze koje odvajaju amino-terminalnu aminokiselinu iz polipeptida
- EC 3.4.11.4 su enzimi koji odvajaju amino-terminalni kraj iz tripeptida

## Literatura
- Webb, Edwin C. (1992). Enzyme nomenclature 1992: recommendations of the Nomenclature Committee of the International Union of Biochemistry and Molecular Biology on the nomenclature and classification of enzymes. San Diego: Published for the International Union of Biochemistry and Molecular Biology by Academic Press. ISBN 0-12-227164-5.

## Spoljašnje veze
- Enzimska Nomenklatura
- Baza podataka enzimske nomenklature –
- Lista svih EC brojeva –